# 야마다군 (군마현)

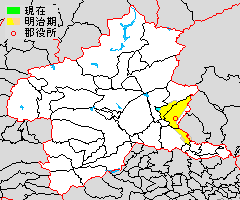
군마현 야마다군의 위치 (하늘색: 후에 다른 군에서 편입된 구역, 연노랑:후에 다른 군으로 편입된 구역)

야마다군(山田郡)은 일본 군마현(고즈케국)에 있던 군이다.

## 군역
1878년 행정 구역으로 발족할 당시의 군역은 현재의 행정 구역으로 대체로 아래 구역에 해당한다,
- 기류시의 일부
- 오타시의 일부
- 미도리시의 일부
- 도치기현 아시카가시의 일부

## 역사
- 1878년 12월 7일 - 군구정촌 편제법이 군마현에서 시행되면서, 행정 구역으로서의 야마다군이 발족.

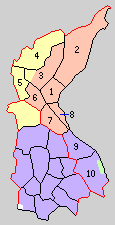
1.기류정 2.우메다촌 3.가와우치촌 4.후쿠오카촌 5.오마마정 6.아이오이촌 7.히로사와촌 8.사카이노촌 9.모리타촌 10.니라가와촌 (등색:기류시 보라:오타시 노랑:미도리시 녹색:도치기현 아사카가시)

- 1889년 4월 1일 - 정촌제 시행으로, 아래의 정촌이 발족.(2정 8촌)
  - 기류정(桐生町): 현 기류시
  - 우메다촌(梅田村): 현 기류시
  - 가와우치촌(川内村): 현 기류시, 미도리시
  - 후쿠오카촌(福岡村): 현 미도리시
  - 오마마정(大間々町): 현 미도리시
  - 아이오이촌(相生村): 현 기류시
  - 히로사와촌(広沢村): 현 기류시
  - 사카이노촌(境野村): 현 기류시
  - 모리타촌(毛里田村): 현 오타시
  - 니라가와촌(韮川村): 현 오타시, 도치기현 아시카가시
- 1893년 7월 15일 - 니라가와촌의 일부가 분리되어, 야바가와촌(矢場川村), 규하쿠촌(休泊村)이 발족.(2정 10촌)
- 1921년 3월 1일 - 기류정이 시제 시행으로 기류시(桐生市)가 되어, 군에서 이탈.(1정 10촌)
- 1933년 4월 1일 - 사카이노촌이 기류시에 편입.(1정 9촌)
- 1937년 4월 1일 - 히로사와촌이 기류시에 편입.(1정 8촌)
- 1940년 4월 1일 - 니라가와촌이 닛타군 오타정·구아이촌·사와노촌과 합병하여, 새로이 닛타군 오타정이 발족, 군에서 이탈.(1정 7촌)
- 1954년 10월 1일(1정 3촌)
  - 후쿠오카촌 및 가와우치촌의 일부가 오마마정에 편입.
  - 우메다촌·아이오이촌 및 가와우치촌의 잔여부가 기류시에 편입.
- 1957년 4월 1일 - 규하쿠촌이 오타시에 편입.(1정 2촌)
- 1958년 2월 1일 - 오마마정이 세타군 구로호네촌의 일부를 편입.
- 1960년 7월 1일 - 야바가와촌의 일부가 오타시, 잔여부가 도치기현 아시카가시애 분할편입되어, 군에서 이탈.(1정 1촌)
- 1963년 12월 1일 - 모리타촌이 오타시에 편입.(1정)
- 2006년 3월 27일 - 오마마정이 닛타군 가사카케정, 세타군 아즈마촌과 합병하여 미도리시(みどり市)이 발족. 당일 야마다군이 소멸됨.

## 참고 문헌
- 《가도카와 일본 지명 대사전》 편집위원회, 편집. (1988년 6월 1일). 《가도카와 일본 지명 대사전》. 10 군마현. 가도카와 쇼텐. ISBN 4040011007.